# Hypertextorganisation

Prinzip und Funktionsweise der Hypertextorganisation

Die Hypertextorganisation ist ein wissensorientiertes Organisationskonzept, durch das sich das Know-how einer Organisation möglichst gut in innovative Produkte und effiziente Prozesse überführen lassen soll. Es geht zurück auf Ikujirō Nonaka und Hirotaka Takeuchi, die mit dem weltweit beachteten Buch „The Knowledge-creating Company“ diesen Ansatz bereits 1995 vorschlugen (vergl. hierzu Wissensmanagement, Organisational Memory System).

## Hintergrund
Die Kritik an den traditionellen Organisationsmodellen hat etliche Autoren dazu veranlasst, neue Organisationsformen (z. B. Invertierte Organisation, Netzwerkorganisation) vorzuschlagen. Allen diesen Ansätzen ist gemeinsam, dass sie relativ flach und dynamisch ausgerichtet sind, die Selbstverantwortung der Mitarbeiter fördern und Wissen als eine der wichtigsten Ressourcen des Unternehmens ansehen. Die Herausbildung derartiger hybrider Organisationsgebilde kann zur Folge haben, dass die formale Aufbauorganisation vollkommen verschwindet und damit auch die Effizienzvorteile abhanden gehen, die traditionelle Organisationsstrukturen beinhalten. So merken Nonaka/Takeuchi kritisch an, dass diese neuen Konzepte kein Allheilmittel sind und nur unter bestimmten (sehr eingeschränkten) Voraussetzungen wirkliche Vorteile bieten. Aus ihrer Sicht geht es deshalb vielmehr darum, die Stärken beider Konzepte in einer gemeinsamen Organisationsstruktur zu nutzen, um damit permanent Wissen auf organisationaler Ebene kreieren und nutzen zu können. Um die Effizienz einer bürokratischen als auch die Flexibilität von heterarchischen selbstorganisierten Strukturen zu nutzen, entwickelten Nonaka/Takeuchi auf Basis von theoretischen und praktischen Überlegungen ein Organisationskonzept, durch das die Wissensschaffung effizienter und kontinuierlicher erfolgen kann. Durch die Synthese beider Organisationsformen in der sogenannten Hypertextorganisation wird versucht, die Vorteile beider Organisationsformen zu nutzen.

## Definition
Die Hypertextform erlaubt das Verknüpfen von verschiedensten Teilen des Wissens mit allen möglichen anderen. Diese Verbindungen bilden dann eine einzigartige Form, die typisch für die jeweilige Organisation ist, und gleichzeitig ein Abbild der Organisation und der dort vorliegenden Strukturen ist. Betrachtet man nun den digitalen Teil (den Hypertext) als einen Teil der Organisation, dann gibt es eine Wechselwirkung zwischen den Menschen (dem organischen Teil) und dem digitalen Teil (die Datenabfrage und -eingabe).
Zwischen den Einheiten findet ein dynamischer Wissensaustausch statt.
1. Geschäftssystem (organisatorische Einheit)
Auf der Geschäftssystem-Schicht wird das operative Tagesgeschäft ausgeführt. Diese Schicht zeichnet sich durch traditionelle bürokratische Strukturen sowie durch effiziente Unternehmensprozesse (z. B. Geschäftsprozess) aus.

1. Projektteam (organisatorische Einheit)
Mitarbeiter die selbstorganisiert abteilungsübergreifend an Unternehmenszielen arbeiten (Wissensschaffung z. B. Entwicklung von Produkten F&E). Die Unternehmensvisionen(wie sieht sich das Unternehmen in der Zukunft) verknüpfen die einzelnen Projekte. Die einzelnen Teammitglieder bilden zusammen sogenannte Hyper-Netzwerke, welche aus dem Geschäftsprozess ausgegliedert sind.

1. Wissensbasis (digitale Einheit)
Die Wissensbasis-Schicht, die virtuell in Form der kontinuierlichen Generierung und Kommunikation von Erfahrungswissen und neuem Wissen im Unternehmen existiert, wird durch die Geschäftssystem-Schicht und die Projektteam-Schicht kontinuierlich mit Wissen gespeist.  Das Wissen wird auf dieser Ebene rekategorisiert und in neue Kontexte gestellt. Die Wissensbasis ist nicht als eine selbstständige organisatorische Einheit zu verstehen, sondern konkretisiert sich durch die unterschiedlichen Wissensträger.

Die drei Schichten der Hypertextorganisation existieren nebeneinander und stehen miteinander in Wechselbeziehung, da die Mitarbeiter einer Organisation zwischen diesen Schichten hin- und herwechseln. Sie sind bspw. in die Hierarchie der Organisation eingebunden und treten für die Zeit der Projektarbeit in die Projektteam-Schicht ein, nutzen Wissen der Wissensbasis-Schicht und bauen neues Wissen auf. Alle drei Schichten sind mehr oder minder ausgeprägt in jedem Unternehmen vorhanden.
Eine praxisorientierte Anwendung des Organisationskonzeptes der Hypertextorganisation wurde von Schnauffer u. a. (2004) im Rahmen des Forschungsprojektes „Inno-how - Wissensmanagement in der Produktentwicklung“ vorgenommen.

## Kritik
„Ist jemals eine Organisation deshalb am Überleben gescheitert, weil sie etwas Wichtiges vergessen hat? Es ist wahrscheinlicher, dass Organisationen deshalb scheitern, weil sie zu vieles zu lange im Gedächtnis behalten und fortfahren, zu oft zu viele Dinge so zu tun, wie sie sie schon immer getan haben“

Die Ergänzung einer Hypertext-Datenbank zu einer Organisation transformiert diese nicht in eine neuartige Form. Schon lange vor der Einführung von elektronischen Erfassungs-, Speicher- und Wiedergabemedien wurden Informationen in Archiven gesammelt und aufbereitet. Karl E. Weick beschreibt die Datenspeicherung (Retention) schon 1979. Wesentliche Elemente dieser Beschreibung befassen sich mit:
1. dem Erfasser – Wer erfasst Daten und wer ist von der Erfassung ausgeschlossen.
2. der Selektionsstrategie – also welche Information wird wie ausgewählt – allgemein und in großer Masse oder differenziert und speziell.
3. dem Speicher- und Wiedergabemechanismus – Wer kann wie zugreifen, suchen und weitergeben.

Weicks Kritik läuft auf eine zunehmende Mechanisierung des Denkens hinaus, die aufgrund der „sicheren“ Datenbasis immer weniger Energie darauf verwendet, neue oder alternative Blickwinkel zu finden. Die Organisation verliert damit zunehmend die Fähigkeit, Information neu zu verarbeiten und zu verstehen – sie bürokratisiert und verliert die Fähigkeit adaptiv zu reagieren. Es ist dabei belanglos, ob das beschriebene Archiv auf Computern oder Tontafeln basiert – die effizienz-steigernde Technologie reduziert die Originalität der Problemlösungen.